# Port d'Addaia
El port d'Addaia és una cala de Menorca situada entre els termes de Maó i d'Es Mercadal, a la costa septentrional de l'illa. Té 3,5 quilòmetres de longitud i poca profunditat. Aquesta cala està tancada per les illes d'Addaia (dues petites illes i un illot). Pertany al municipi d'Es Mercadal i és el tercer port més important de l'illa. La cala està situada entre el Parc Natural de s'Albufera des Grau
i la Reserva de la Biosfera del Nord de Menorca.
Molt a prop del port es troben les salines d'Addaia, començades a explotar el 1753. Durant el període 1.798-1.802 els anglesos varen construir una torre de defensa a l'entrada del port. El general Charles Steward havia ocupat l'illa per a la Gran Bretanya per tercera vegada, després d'haver desembarcat a la vora occidental del port d'Addaia.